# لونفاردو
لونفاردو، یکی از گویشهای زبان اسپانیایی است که در نیمه دوم قرن نوزدهم در بوئنوس آیرس پدید آمد و هنوز هم یکی از گویشهای مسلط در آرژانتین و اروگوئه است.
این گویش از واژگانی استفاده می‌کند که نمی‌توان در لغت نامه‌های اسپانیایی یافت کرد.
هنوز ثابت نشده‌است که لونفاردو چگونه شکل گرفت، اما می‌توان پیش‌بینی کرد که ریشه‌های آن از مهاجران اروپایی، Gaucho، سرخپوستان و مردم از قشرها پایین جامعه بوئنوس آیرس، نشات گرفته شده‌است و از آنجا به مناطق نزدیک مانند حومه شهر بوئنوس آیرس، روساریو، سانتا فه و مونته‌ویدئو گسترش یافت.
در اوایل دوران شکل‌گیری این گویش، لونفارو لفظی بود که توسط جنایتکاران و تبهکاران استفاده می‌شد و کمی بعد توسط سایر افراد طبقه‌های پایین‌تر جامعه گسترش یافت. بعدها، بسیاری از کلمات و عبارات آن در زبان بومی و اسپانیایی آرژانتین و اروگوئه منتشر شد. با این وجود، از اوایل قرن بیستم، لونفوردو در میان تمام طبقات اجتماعی به دلیل استفاده عادت یا به دلیل اشعار تانگو رایج بود و دیگر فقط در بین تبهکاران و قشرها پایین جامعه مرسوم نبود و در تمام طبقه‌ها و قشرها آن جامعه منتشر شد.

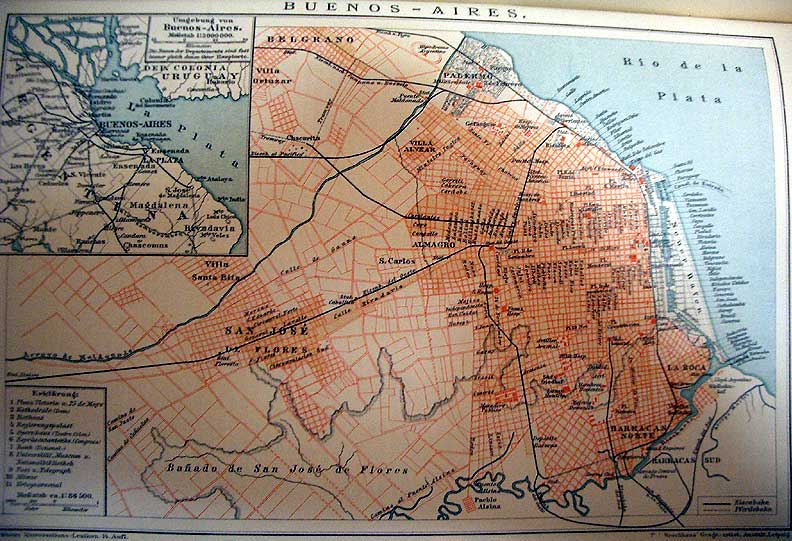
مناطقی که «لونفاردو» در اواخر قرن نوزدهم در آنها گسترش یافت.

## خاستگاه
لونفارود (یا کوتاه مدت) در اواخر قرن نوزدهم به عنوان گویش رمزی زندانی‌ها شروع شد، به این شکل که نگهبانان حرف‌های زندانیان را درک نمی‌کردند. به گفته اسکار کاند، این کلمه از «لومباردو» (ساکنان منطقه لمباردیا در ایتالیا، که در اوائل قرن نوزدهم میلادی بیشترین تعداد ایتالیایی‌ها در آرژانتین را تشکیل می‌داد) نشات گرفته‌است.